# Takeda Nobukado

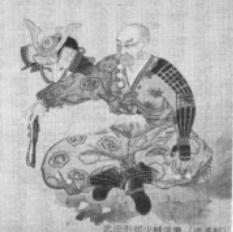
Takeda Nobukado

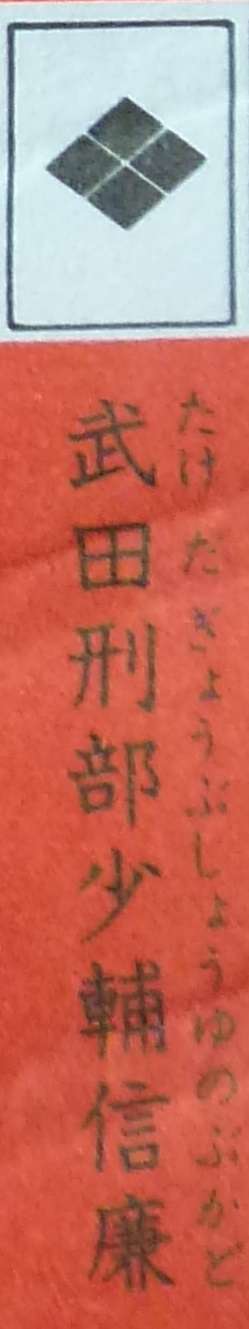
Takeda Nobukados Wappen, wie es auf Festumzügen und in Geschichtsbüchern vorkommt.

Takeda Nobukado (jap. 武田信廉; * 1529; † 1582) war einer der Brüder Takeda Shingens. Außerdem war er einer der 24 Generäle, die für Shingen gekämpft haben. Sein offizieller Rang lautete (刑部少輔) was einem Gyōbushō, dem damaligen Justizminister, entspricht. Er war ein Samurai der Takeda (Klan).

## Familie
- Vater: Takeda Nobutora (1494–1574)
- Mutter: Ōi no kata
- Brüder:
  - Takeda Shingen (1521–1573)
  - Takeda Nobushige (1525–1561)
  - Takeda Takematsu
  - Takeda Inuchiyō
  - Takeda Shinmoto / Nobutomo
- Söhne:
  - Takeda Nobuzumi (武田信澄)
  - (武田麟岳)
  - Nishina Morinobu (仁科盛信)
- Töchter:
  - Kawakubo Nobutoshi (河窪信俊)
  - Ogasawara Nobumine (小笠原信嶺)

## Person
Er soll ein guter Anführer der Kavallerie gewesen sein und hat darüber hinaus als Maler mehrere Werke geschaffen, von denen einige bis heute erhalten sind. So wird zum Beispiel im Chōzen-ji (Kōfu) eine Sammlung seiner Zeichnungen aufbewahrt.

## Geschichte

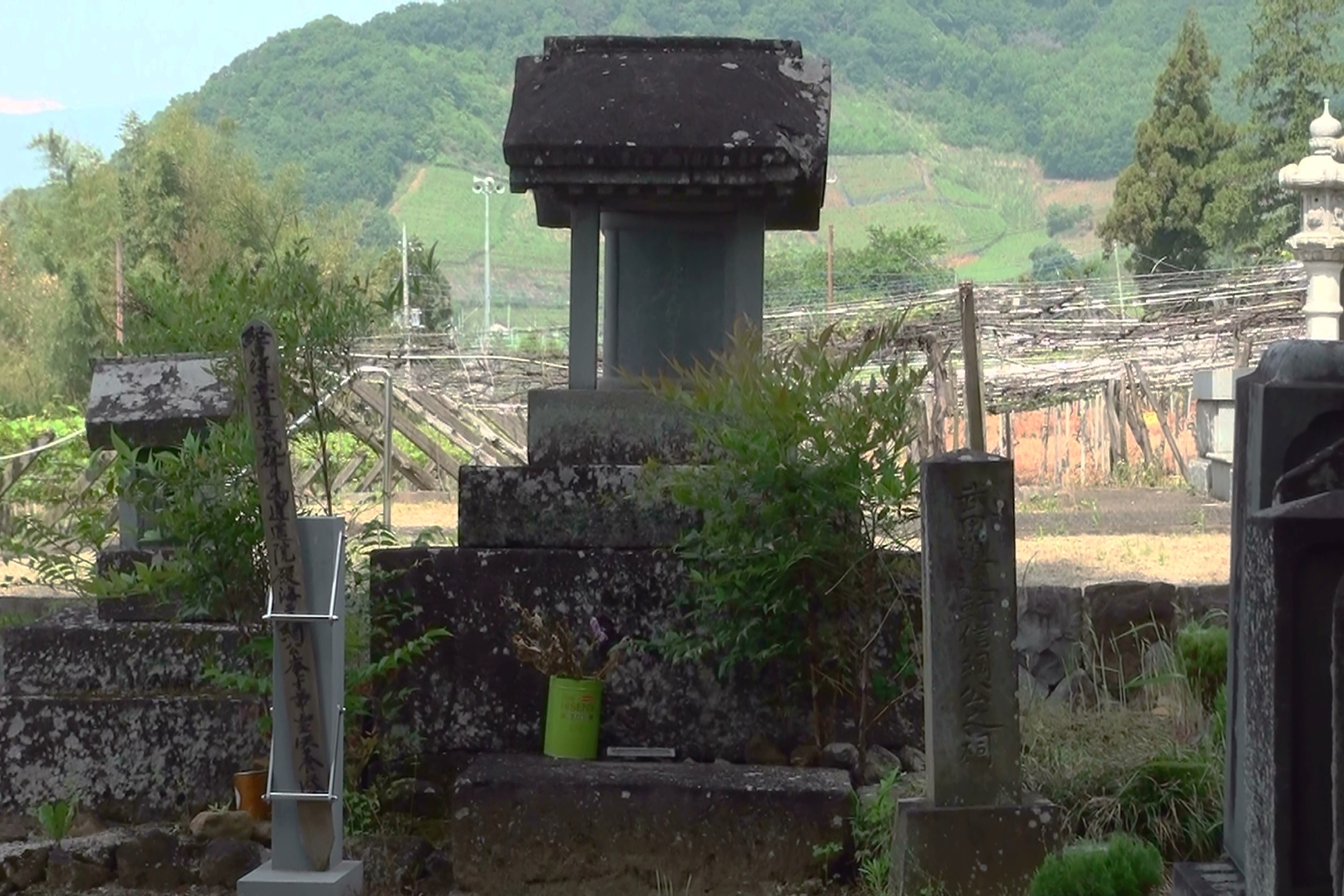
Platz seiner Letzten Ruhe in Kōfu.

Nach dem Tod seines Bruders und Sengoku-Daimyōs Shingen stand er dessen Sohn Takeda Katsuyori, dem neuen Daimyō der Takeda, als Berater zur Seite und führte weiterhin Truppen für die Takeda an. Er hat in der Schlacht von Nagashino die Truppe im Mittelfeld. Bei dieser großen Niederlage, die das Ende der Takeda bedeutete, kamen zwar viele der 24 Generäle um, er aber floh vom Schlachtfeld. Trotzdem wurde er jedoch von Oda Nobunaga gefangen genommen und wie viele andere Takeda-Anhänger enthauptet. Sein Grab befindet sich im Shōjō-in (逍遥院) in Kōfu.